# New Tripoli
New Tripoli es un lugar designado por el censo ubicado en el condado de Lehigh en el estado estadounidense de Pensilvania. En el Censo de 2010 tenía una población de 898 habitantes y una densidad poblacional de 601,93 personas por km².

## Geografía
New Tripoli se encuentra ubicado en las coordenadas 40°40′26″N 75°44′51″O / 40.67389, -75.74750. Según la Oficina del Censo de los Estados Unidos, New Tripoli tiene una superficie total de 2.4 km², de la cual 2.4 km² corresponden a tierra firme y (0.22%) 0.01 km² es agua.

## Demografía
Según el censo de 2010, había 898 personas residiendo en New Tripoli. La densidad de población era de 601,93 hab./km². De los 898 habitantes, New Tripoli estaba compuesto por el 95.1% blancos, el 1.67% eran afroamericanos, el 0.22% eran amerindios, el 0.11% eran asiáticos, el 0.22% eran isleños del Pacífico, el 0.56% eran de otras razas y el 2.12% pertenecían a dos o más razas. Del total de la población el 5.23% eran hispanos o latinos de cualquier raza.